# Johannes Schneider (Tibetologe)
Johannes Schneider (* 9. Februar 1964 in Wangen im Allgäu) ist ein deutscher Indologe und Tibetologe.

## Leben
Er studierte von 1986 bis 1992 Indologie, Tibetologie und Religionswissenschaft an der Philipps-Universität Marburg (1992 Magister/1994 Promotion). Von 1994 bis 1999 war er an der FU Berlin tätig. Seit 1999 lehrt er an der Ludwig-Maximilians-Universität München. Seit 2003 arbeitet er für die Bayerische Akademie der Wissenschaften am Wörterbuch der Tibetischen Schriftsprache. Nach der Habilitation 2006 ist er seit 2014 außerplanmäßiger Professor für Indologie an der Ludwig-Maximilians-Universität München.
Seine Schwerpunkte in Forschung und Lehre sind Sanskrit-Dichtung und -Poetik, tibetische Philologie und Lexikografie und Literatur des indischen und tibetischen Buddhismus.

## Schriften (Auswahl)
- Der Lobpreis der Vorzüglichkeit des Buddha. Udbhaṭasiddhasvāmins Viśeṣastava. Mit Prajñāvarmans Kommentar. Nach dem tibetischen Tanjur herausgegeben und übersetzt. Bonn 1993, ISBN 3-923776-23-3.
- Sukṛtidatta Pantas Kārtavīryodaya. Ein neuzeitliches Sanskrit-Mahākāvya aus Nepal. Swisttal-Odendorf 1996, OCLC 832822174.
- Vāgīśvarakirtis Mṛtuvañcanopadeśa, eine buddhistische Lehrschrift zur Abwehr des Todes. Wien 2010, ISBN 978-3-7001-6722-8.
- Eine buddhistische Kritik der indischen Götter. Śaṃkarasvāmins Devātiśayastotra mit Prajñāvarmans Kommentar. Wien 2014, ISBN 978-3-902501-19-6.